# S.P.A.D.S.
S.P.A.D.S. est le quatrième album de la saga de bande-dessinée XIII de William Vance et Jean Van Hamme.

## Résumé
Sous l’identité de Ross Tanner, XIII est envoyé parmi les S.P.A.D.S. (SPecial Assault & Destroying Sections, une copie des SEALS), une section d'élite de l'armée, pour un exercice de survie en conditions réelles dans un pays hispanique fictif d’Amérique du Sud, le San Miguel, et afin d’obtenir des informations sur son identité et celle de Steve Rowland.
De son côté, le colonel Amos rend une visite à l'oncle de Ross Tanner, mais c'est un piège tendu par la Mangouste auquel il échappe de justesse, mais où il perd un de ses agents. Blessé, le colonel va voir le général Carrington car il a découvert que ce dernier s’est joué de lui concernant l’identité de XIII. Le dossier sur Ross Tanner semble avoir été monté de toutes pièces dans le seul but de l'orienter sur une fausse piste. Cette démarche semble avoir été préparée par Jones, qui s’éclipse soudainement et part rejoindre XIII.
Le colonel Amos retrouve le juge Allenby dans un cimetière. Il apprend par celui-ci que le véritable Steve Rowland est enterré dans une tombe sous l’identité de Jason Fly et qu’il semble avoir été tué aux environs de la date de l’assassinat du président Sheridan. C’est le juge Allenby qui a signé les papiers du rapport sur la mort de Steve Rowland et alors que le colonel Amos découvre son implication dans le complot en même temps que le chiffre VI tatoué sur sa poitrine, Allenby est assassiné par un tueur de la conspiration, lui-même abattu par Kim Rowland qui sauve ainsi Amos d'une situation mal engagée.
Kim Rowland emmène alors le colonel Amos en voiture au domaine d’Henry Sheridan, le vieux père du président assassiné. Le général Carrington s’y trouve, ainsi que l’amiral Heideger, le patron du contre-espionnage.
Il y découvre toute l’histoire de Rowland : Kim Rowland est en réalité la fille du général Carrington et en même temps espionne. Elle a épousé Steve Rowland par amour et a démissionné du service ; mais lorsqu’elle a découvert qu’il était vivant un an après avoir assisté à son enterrement, elle a retrouvé un homme qu’elle ne pouvait plus aimer. Cet homme aux sympathies néo-fascistes était engagé dans une mission qui s’apparentait à un complot de grande envergure, ce qui a conduit Kim à reprendre du service. Sous l’identité de Jake Shelton, Steve Rowland attendait les ordres tout en entraînant Kim dans son organisation. Elle a appris trop tard quelle était cette mission : l’assassinat du président Sheridan. Rowland a été tué après avoir assassiné le président Sheridan et ses derniers mots dans les bras de Kim ont été « trahi », « mangouste » et « fuir ».
Henry Sheridan, en compagnie du général Carrington et de l’amiral Heideger décide de découvrir quelles sont les personnalités liées à cet assassinat avec l’aide d’un homme : Jason Fly. Ce dernier est un mercenaire qu’ils font passer pour Rowland qui n’aurait pas succombé à ses blessures. Chirurgie esthétique, comportement et habitudes, rien n’est laissé au hasard, mais Fly disparaît… Jusqu’à ce qu’on le retrouve quelques mois plus tard, amnésique…
On découvre qu’un autre complot serait en préparation, l’assassinat au cours d'un coup d'état du futur prétendant à la présidence : Wally Sheridan, le frère du président assassiné, à l'occasion de manœuvres militaires, et le seul homme capable de déjouer ce complot pourrait être Fly…
De son côté, XIII découvre lui aussi par le sergent Betty Barnowsky que Steve Rowland n’est pas mort dans un accident d’hélicoptère ainsi que l’on a voulu le faire croire. Elle l’a rencontré un an après sa mort présumée en compagnie du colonel Mac Call dirigeant des SPADS. Mac Call s’apprête à tuer XIII et Betty lorsque Jones intervient.
Ils parviennent à fuir en hélicoptère et atterrissent en catastrophe sur une plage…

## Accueil par la critique
Selon un article du Matin, les planches de cet album sont « haletantes ».